# Thyretes caffra
Thyretes caffra är en fjärilsart som beskrevs av Hans Daniel Johan Wallengren 1863. Thyretes caffra ingår i släktet Thyretes och familjen björnspinnare. Inga underarter finns listade i Catalogue of Life.